# Paul Letarouilly

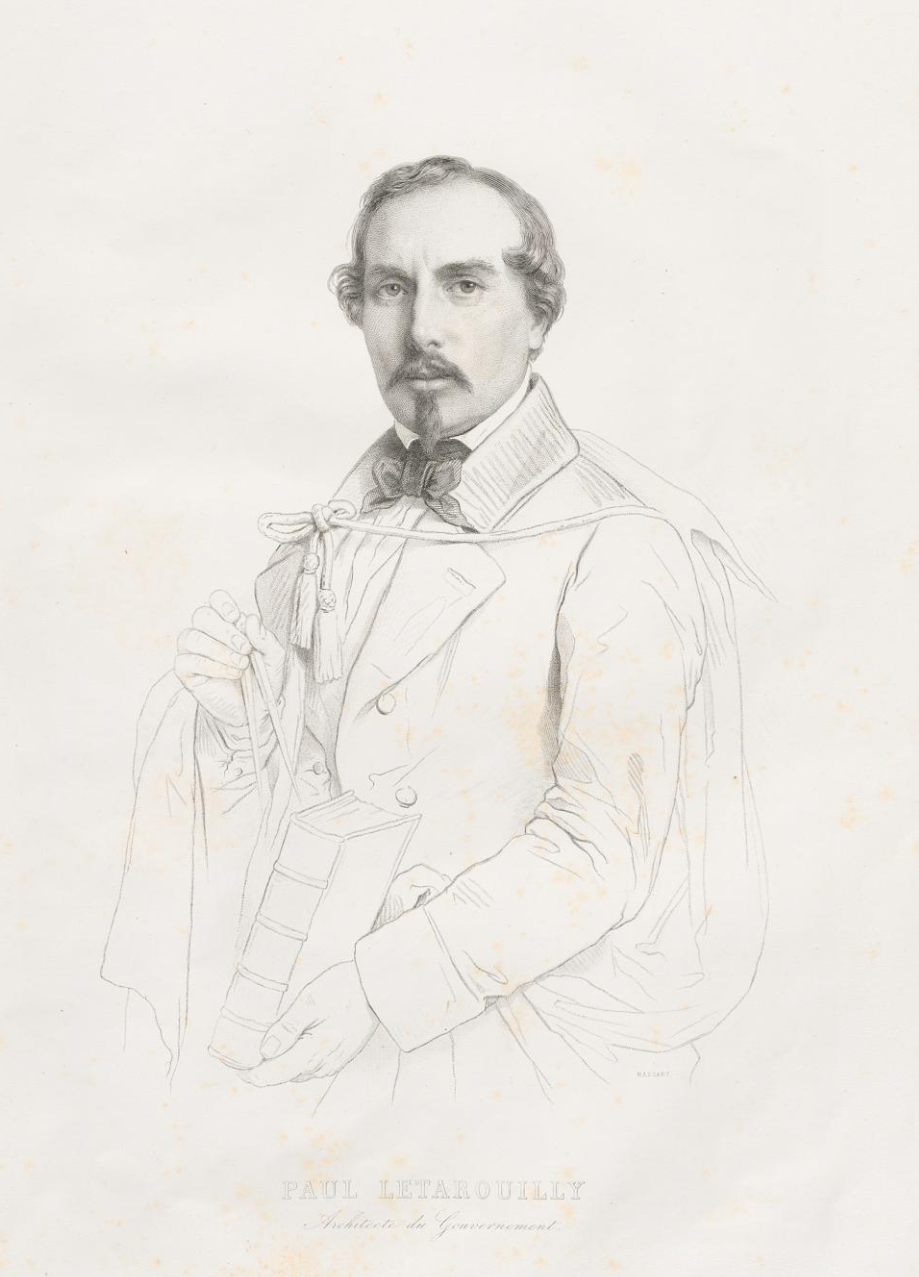
Porträt von Paul Marie Letarouilly

Paul-Marie Letarouilly (geboren 1795 in Coutances; gestorben am 25. Oktober 1855 in Paris) war ein französischer Architekt, Kartograf und Graveur.

## Leben
Er war Schüler von Charles Percier und Pierre-François-Léonard Fontaine an der École des beaux-arts in Paris. Im Jahr 1819 wurde er zum Inspektionsarchitekten für den Wiederaufbau des Odéon-Theaters ernannt.
1820 reiste er nach Italien. Als Ergebnis dieses Aufenthalts entstand das Werk Édifices de Rome moderne: ou recueil des palais, maisons, églises, couvents, et autres monuments publics et particuliers les plus remarquables de la ville de Rome, das zwischen 1840 und 1855 erschien.
Nach seiner Rückkehr aus Italien wurde er nacheinander Inspektionsarchitekt des Palais des Finanzministeriums, der Denkmäler der Champs-Élysées und 1834 Chefarchitekt des Collège de France.